# 유종근 (배우)
유종근(劉鍾根)은 대한민국의 배우이다.

## 생애
1971년 연극배우 첫 데뷔하였다. 연극배우 활약 당시 같이 연극 활동한 연기자로는 이춘식, 유병한 등이 있다.

## 출연작

### 영화
- 《정승필 실종사건》 (2009년) - 고용주 역
- 《어른들은 청어를 굽는다》 (1996년) - 경비 역
- 《나녀》 (1979년)
- 《사나이 악수》 (1976년)
- 《발가락이 닮았다》 (1976년)
- 《국제경찰》 (1976년)
- 《탈출》 (1975년)
- 《춘자의 사랑이야기》 (1975년)
- 《지옥의 초대장》 (1975년)

### 드라마
- 《장사의 신 - 객주 2015》 (KBS2, 2015년) - 평강 객주 황재만 / 수검관장 역
- 《KBS 드라마 스페셜 - 복마전》 (KBS2, 2012년) - 군수 역
- 《무신》 (MBC, 2012년) - 노복 역
- 《인수대비》 (JTBC, 2011년) - 송 내관 역
- 《광개토태왕》 (KBS1, 2011년) - 무갑 역
- 《KBS 드라마 스페셜 연작 시리즈 - 사백년의 꿈》 (KBS2, 2011년) - 문중 어른 역
- 《전우》 (KBS1, 2010년) - 중공군 대장 역
- 《천추태후》 (KBS2, 2009년) - 안패 역
- 《왕과 나》 (SBS, 2007년) - 원로 내시 역
- 《드라마시티 - 70,80 그들의 봄》 (KBS2, 2005년) - 요인 역
- 《신돈》 (MBC, 2005년) - 덕운 역
- 《해신》 (KBS2, 2004년) - 당나라 상인 역
- 《왕의 여자》 (SBS, 2003년) - 정탁 역
- 《무인시대》 (KBS1, 2003년) - 이영진 역
- 《명성황후》 (KBS2, 2001년) - 장순규 역
- 《태조 왕건》 (KBS1, 2000년) - 신라군 철원성 밖 방어진장(1회,22회) 역
- 《왕과 비》 (KBS1, 1998년) - 이시애 역
- 《청춘극장》 (KBS2, 1993년) ㅡ 일본 군관역 / 극중 김성령 겁탈하는 역
- 《제3공화국》 (MBC, 1993년) - 일본 시학사 역
- 《삼국기》 (KBS1, 1992년) - 마겸 역
- 《여명의 그날》 (KBS1, 1990년) - 사이토 도시하루 역
- 《무풍지대》 (KBS2, 1989년) - 부루독 역
- 《역사는 흐른다》 (KBS1, 1989년) -  이와사끼 역
- 《토지》 (KBS1, 1987년) - 삼수 역
- 《노다지》 (KBS1, 1986년) - 일본 순사 역
- 《원효대사》 (KBS1, 1986년)
- 《새벽》 (KBS1, 1985년)
- 《전우》 (KBS2, 1983년) - 북괴군 장교 역
- 《개국》 (KBS1, 1983년) - 권희 역
- 《풍운》 (KBS1, 1982년) - 박유붕 역
- 《대명》 (KBS1, 1981년) - 숭덕제 역
- 《대한국인》 (KBS, 1979년) - 하야시 역
- 《차씨 마을》 (KBS, 1979년)